# 가미후쿠오카시
가미후쿠오카시(일본어: 上福岡市)는 사이타마현에 있었던 시이다.
도시는 1972년 4월 10일에 성립되었다. 2005년 10월 1일에 가미후쿠오카 시는 이루마군 오이 정과 합병해 새로운 후지미노시를 형성하였다.

## 같이 보기
- 가미후쿠오카역